# .am
.am ist die länderspezifische Top-Level-Domain (ccTLD) Armeniens. Sie existiert seit dem 26. August 1994 und wird von der Internet Society verwaltet.

## Eigenschaften
Es existieren keine besonderen Beschränkungen für diese Domain. Jeder darf eine .am-Adresse registrieren. Anmeldungen werden sowohl auf zweiter als auch auf dritter Ebene vorgenommen.
Da AM auch als Abkürzung für die Amplitudenmodulation steht, die unter anderem für die Mittelwelle verwendet wird, nutzen diverse Radiosender die Top-Level-Domain. Für den eigentlichen Betrieb ist das kalifornische Unternehmen BRS Media Inc. zuständig, das auch .fm verwaltet und sich mit .radio um eine neue Top-Level-Domain desselben Themas beworben hat.

## Bedeutung
Trotz der freien Verfügbarkeit spielt .am international eine untergeordnete Rolle. Zu den teuersten jemals gehandelten .am-Adressen zählen booking.am und webc.am, das sich auf Webcam bezieht.